# نينجا (لاعب رياضة إلكترونية)
ريتشارد تايلر بليفينس (بالإنجليزية: Richard Tyler Blevins)‏، ويعرف باسمه المستعار على الإنترنت نينجا (Ninja)، هو ستريمر على تويتش وأحد مشاهير الإنترنت. اعتبارًا من ديسمبر 2018، هو أكثر ستريمر متابعة على تويتش مع أكثر من 12 مليون متابع ومتوسط 53 ألف مشاهد لكل بث.

## روابط خارجية
- نينجا على موقع IMDb (الإنجليزية)
- نينجا على موقع ميوزك برينز (الإنجليزية)
- نينجا على موقع ميوزك برينز (الإنجليزية)
- نينجا على موقع قاعدة بيانات الفيلم (الإنجليزية)
- نينجا على تويتش